# Luisinho (ur. 1965)
Luisinho, właśc. Luis Carlos Quintanilha (ur. 17 marca 1965 w Rio de Janeiro) – piłkarz brazylijski. Podczas kariery piłkarskiej występował na pozycji ofensywnego pomocnika.

## Kariera klubowa
Karierę piłkarską Luisinho rozpoczął w klubie Botafogo FR w 1982 roku i w którym grał do 1990. Z Botafogo zdobył dwukrotnie stanu Rio de Janeiro – Campeonato Carioca w 1989 i 1990. Lata 1991–1993 spędził w lokalnym rywalu CR Vasco da Gama, z którym zdobył mistrzostwo stanu Rio de Janeiro – Campeonato Carioca w 1992 i 1993. Rundę jesienną sezonu 1993/94 Luisinho spędził w hiszpańskiej Celtcie Vigo. Po powrocie do Brazylii ponownie grał w Vasco da Gama, z którym zdobył kolejne mistrzostwo stanu. Rundę jesienną 1994 spędził w Corinthians Paulista, po czym wrócił do Vasco da Gama. Z Vasco da Gama zdobył mistrzostwo Brazylii 1997 i 2000, Copa Libertadores 1998 oraz Copa Mercosur 2000.

## Kariera reprezentacyjna
Luisinho ma za sobą występy w barwach canarinhos. W reprezentacji Brazylii zadebiutował 23 września 1992 w meczu reprezentacją Kostaryki. W następnym samym roku uczestniczył z reprezentacją w Copa América 1993. Na turnieju wystąpił w 3 spotkaniach z reprezentacją Peru, reprezentacją Paragwaju oraz reprezentacją Argentyny, który był zarazem jego ostatnim meczem w reprezentacji. Bilans Luisinho w reprezentacji to 8 meczów i 1 bramka.